# Emballage cadeau
Emballage cadeau, publié en 1972, est le 77e roman de la série « San-Antonio », écrit par Frédéric Dard sous le nom de plume de San-Antonio  (ISBN 2265062596).
Le roman se déroule en Floride aux États-Unis au début des années 1970.
San-Antonio, Bérurier et Pinaud sont envoyés par le Vieux en Floride afin de procéder à l’enlèvement de la fille d'un milliardaire américain, soupçonné d'avoir fait assassiner des ingénieurs français.

## Personnages principaux
- Personnages récurrents
  - San-Antonio : héros et narrateur du roman, commissaire de police.
  - Alexandre-Benoît Bérurier : inspecteur de police, collègue et ami de San-Antonio.
  - César Pinaud (« Pinuche ») : ami de San-Antonio et de Bérurier.
  - Le Vieux : patron de San-Antonio et de Bérurier.

- Personnages liés à ce roman
  - Neptuno Farragus : milliardaire américain.
  - Ann Farragus : seconde épouse de Neptuno Farragus.
  - Pearl Farragus : fille de Neptuno Farragus et belle-fille d'Ann Farragus.
  - M. Black : roux et assez gros ; gardien de la villa des Farragus.
  - Barbara Black : épouse de M. Black.
  - Julia Black : fille des époux Black.
  - Maud : infirmière de Pearl Farragus.
  - Beulmann : homme de main de Farragus.
  - Walton : pilote d'avion.
  - Père Léveillé : prêtre québécois.

## Résumé
Le roman comporte 17 chapitres.

### Mise en place de l'intrigue
Chapitres 1 et 2.
Des ingénieurs français sont morts aux États-Unis dans l'écrasement de leur avion. Le Vieux suspecte Neptuno Farragus, milliardaire américain et propriétaire d'une importante société aéronautique, d'être à l'origine de leur mort. Il a ordonné à San-Antonio, à Bérurier et à Pinaud (« Pinuche ») de procéder à l'enlèvement de la fille du milliardaire. Quand le récit commence, les trois hommes sont en Floride et San-Antonio vient, par hélicoptère, en reconnaissance du lieu de résidence de Farragus. Puis San-Antonio, se faisant passer pour un journaliste français, devient l’ami d'un des gardiens de la résidence, M. Black. Il ne tarde pas à faire la connaissance de son épouse Barbara et de sa fille Julia.

### Enlèvement et aventures
Chapitres 3 à 14.
Quelques jours après, moyennant versement d'une somme d'argent, Black accepte de l’amener à la villa gardée pour que le journaliste fasse quelques photos. Mais San-Antonio a caché dans le coffre de l’immense voiture ses amis Bérurier et Pinaud. Tandis que San-Antonio endort Black avec un soporifique, Bérurier et Pinaud procèdent à l'enlèvement de Pearl Farragus. Le trio et leur victime prennent la fuite. Aucun barrage sur les routes ; aucun signalement donné à la radio.
Les ravisseurs et Pearl prennent un avion et se rendent aux îles Bimini aux Bahamas, où le père Léveillé, un prêtre, les héberge dans leur maison. On est 12 heures après l’enlèvement et les médias ne l'ont pas évoqué, à la stupéfaction de San-Antonio : se serait-on trompé de cible ? Une discussion avec la jeune femme laisse penser que la victime est réellement la fille du milliardaire. Elle apprend à San-Antonio qu'elle est victime d'une leucémie et qu'elle prend des médicaments tous les jours. San-Antonio en réfère au Vieux, qui lui ordonne de prendre contact avec Farragus pour obtenir un accord.
San-Antonio contacte Mme Farragus. Il parvient à la convaincre de le présenter à son époux. Arrivés au bureau du milliardaire, celui-ci les reçoit et se déclare étonné d'apprendre que sa fille aurait été enlevée. Il l'appelle au téléphone, met le haut-parleur, et San-Antonio a la stupéfaction d'entendre la voix de Pearl, qui paraît être au domicile d'où le trio français l'a enlevée la veille. Farragus fait raccompagner San-Antonio et son épouse Ann à la résidence, sous la surveillance de son homme de main Beulmann. Quand on veut voir Pearl, l'infirmière (Maud) leur dit que la jeune femme est dans sa chambre. Personne ne répondant aux coups à la porte, celle-ci est enfoncée. Des truands sortent de la chambre en tirant des coups de feu et San-Antonio est assommé.
Le commissaire sort de son évanouissement. Il est ligoté et attaché à une chaise, au fond d'une cave. Près de lui se trouve l'infirmière Maud. Une discussion s'engage mais tourne court après que San-Antonio lui déclare qu'il est persuadé qu'elle a été mise en sa présence afin de le faire parler. La détention est de courte durée : San-Antonio est délivré par Bérurier, qui lui explique qu'il l'a suivi depuis le building de Farragus. San-Antonio lui demande de les conduire chez les Black.
Arrivé au domicile des Black, Bérurier est courtisé par Mme Black qui, après lui avoir donné à manger, l'entraîne dans la chambre à coucher. Pendant ce temps San-Antonio attend l'arrivée de M. Black. Lorsque ce dernier arrive, il voit le commissaire et entend des bruits suspects dans la chambre. Il s'ensuit une grosse bagarre entre Black et Bérurier (qui ne cesse de « besogner » (sic) Mme Black) et San-Antonio. Arrivent deux policiers qui sont assommés par San-Antonio. Utilisant la douce voix de Julia Black, San-Antonio lui demande de se faire passer pour Pearl et de lui demander de venir la chercher à la résidence. M. Ferragus lui dit qu'il va venir très bientôt. Arrive bientôt Farragus qui, évidemment, ne trouve pas Pearl à son domicile. Pendant ce temps, San-Antonio et Bérurier se cachent dans l’immense coffre de la voiture du milliardaire.

### Dénouement
Chapitres 15 à 17.
La voiture de Farragus se dirige vers le zoo de Miami. M. Farragus a fait enlever son épouse et l'a fait amener au zoo. Il se cache dans l’obscurité pur entendre les réponses à diverses questions. Ramenée à la conscience, Ann Farragus est interrogée sur le lieu de localisation de Pearl. Elle résiste aux tentatives d'intimidation et déclare (ce qui est exact) qu'elle ignore tout de l’enlèvement de Pearl et son lieu de détention. Placée dans la cage d'un boa constricteur, et le serpent s'approchant dangereusement d'elle, elle hurle et avoue une information que M. Farragus et San-Antonio ignoraient : Pearl n'est pas du tout leucémique. C'est elle qui l’a empoisonnée depuis plusieurs années avec l’aide de son premier mari afin, notamment, que M. Farragus fasse un testament en faveur de son propre fils. Maud se fait voir dans la lumière du zoo et Mme Farragus comprend que l’infirmière avait découvert le pot-aux-roses et qu'elle en avait averti M. Farragus. Ce dernier se fait voir à son tour et laisse son épouse se faire asphyxier par le boa (chapitre 15).
Mais San-Antonio et Bérurier sont faits prisonniers par Beulmann et présentés à Farragus. Ce dernier les fait monter (à nouveau) dans le coffre de la voiture. Lorsque Beulmann vient ouvrir le coffre, les deux prisonniers se libèrent et s'emparent du véhicule. Farragus est dans leurs mains, assommé (chapitre 16).
On est au petit matin. San-Antonio achète un appareil photo dans un drugstore. Lorsque Farragus se réveille, San-Antonio lui fait croire qu'il a pris en photo des vues du comportement de Farragus pendant que son épouse se faisait broyer par le boa. Il lui met le marché dans les mains : ou bien il contacte les autorités française pour leur faire partager les découvertes des ingénieurs français décédés quelque temps auparavant, ou bien les photos seront envoyés dans les principaux médias américains. Farragus cède au chantage et accepte d'aider les Français. Plus tard dans la journée, San-Antonio téléphone au Vieux. Ce dernier lui annonce que Farragus a appelé le ministre des Affaires étrangères pour partager les découvertes des ingénieurs français (chapitre 17).
San-Antonio se rend aux Bahamas où il découvre Pearl tombée amoureuse de César Pineau (conclusion).

## Quelques citations
- « Mon ambition secrète serait de créer la profession de gifleur. Gifleur diplômé de l'État. Flanqueur de beignes patenté. Un apostolat, pour moi. Je déambulerais de par la vie, avec un gantelet de cuir pour me préserver les paumes. J'entends une connerie ? Vlan, un chtard dans le museau du débloqueur. J'aperçois un ahuri qui simagrée en dansant, je lui interromps le couple, et plaof, il déguste sa mornifle. Un enfoiré qui crie Vive Machin ? Une baffe ! Tout ça pas méchamment, oh non. Pas vengeur non plus. Sanctionneur seulement ! Simple question de mise au point. (...) Nos camions stopperaient sur les champs de foire et les gens feraient la queue pour venir se faire gifler. On mettrait des chicanes afin d'éviter les bousculades. On fonderait une banque de la gifle. Des carnets de gifle d'épargne. On instituerait la prime-gifle. À cent gifles t'aurais droit à un coup de pompe dans les miches. Moi, vous connaissez mes dons de visionnaire, hein ? Eh ben je vous le dis : l'avenir est à la gifle organisée. Dieu fasse que la France qui a tant éclairé le monde, soit le premier État-gifleur. Amen ! »[1].

- « Je suis anéanti, mes petites rates. Jamais je me suis trouvé embarqué dans une semblable situation ! C'est cornélien, c'est mauriacien, c'est san-antonien, c’est la chiasse en branche ! Le bout de l’ennui ! Les catacombes de la conscience ! J'en grelotte du cerveau ! Vous vous rendez compte vraiment du bigntz ? On a kidnappé une quasi-agonisante ! Une frangine dont la précaire survie exige un traitement bi-quotidien. Si on n'agit pas presto, elle risque de nous clamser sous le nez, la pauvrette ! Meurtrier San-Antonio ! Misérable ! Je mérite la chaise électrique. Et encore, c'est une fin trop confortable ! Faudrait me disséquer vivant ! M'enrouler l'intestinade autour du cou. »[2].

- « Vous parlez que mon désir de délivrance s'accroît (et s'abannière) à mesure et au fur que j'augmente de volume ! (...) À partir du moment que deux êtres ligotés sont en présence, ils peuvent se délivrer. J'ai pu le constater au cours de précédentes aventures dont je ne vous dresse pas la nomenclature ici, mais que vous trouverez en feuilletant mes zœuvres complètes (en vente dans toutes les bonne épiceries sous emballage cellophane). Combien de fois ça m'est arrivé d'être saucissonné dans un fondement de basse-fosse et de me délivrer ? J'ose plus compter. Ça fait partie des recettes à tante Laure, comprenez-vous ? On ne peut rien contre ou alors faut changer de labeur ! (...) Nous-autres, auteurs de romans policiers-d'espionnage-angoisse, Dieu thank-you, on jouit d'une gamme plus étendue. (…) »[3].

- En note en bas de page : « Bien que ça s'écrive San-Antonio, ce qui inciterait à prononcer San-Nantonio, voire à la rigueur San-Hantonio, ils disent tous San-Tantonio. Alors, allons-y pour la tante Onio, je m’en tamponne. Et puis aussi, quand ils m'écrivent ils oublient le tiret. Je m’écris San-Antonio et pas San Antonio comme la ville texane. C'est ce menu tiret de deux millimètres qui représente mon génie. Alors j'y tiens ! Cela dit, c'est pas la peine qu'ils m'écrivent. »[4].

- « Je déteste les obstinés. Je n'ai pas la patience de mon saint patron. Saint Antoine de Padoue aussi usait d'un pseudonyme. Lui aussi prêchait pour des poissons. Remarquez, moi, ce serait plutôt (il vaut mieux plutôt que Plutarque) à des nœuds volants que je m'adresse. Ils accourent par centaines de milliers et m'écoutent pérorer en ouvrant de grands yeux sidérés, sidéraux, sidérants. Des fois, je me dis que j'aurais meilleur compte d'apostropher des moules, elles ont le regard plus compréhensif. »[5].

## Titre du roman
Le terme « emballage » n'est cité qu'une seule fois dans le roman, au chapitre 10 (page 146 de l’édition originale de 1972). La troisième citation indiquée ci-dessus dans la section « Quelques citations » indique comment le terme est présenté.